# Rosd nemzetség
A Ruusd, Rusd, Rysd, Rosdo, Rosd nemzetség ősi magyar nemzetségek egyike. A Rosd genust Horváth István (történész) is a honfoglaló 108 ősnemzetség között említette. A rusz (skandináv eredetű) nemzetség Kijevnél csatlakozott a magyarokhoz.

## Története
Egykor a Szentendrei-sziget Visegrádtól Békásmegyerig terjedő  részét Rosd-nak nevezték, mely valószínűvé teszi, hogy a Rosd nemzetség e szigeten lakhatott, s nevét a nemzetség névadójától vette. A Rosd vezette hajózásban jártas nemzetség telepítette be Kisoroszi, Nagyoroszi településeket is és Oroszvárnál épített ki hajózárat, mellyel jelentősen hozzájárult a 907. évi pozsonyi csata győzelméhez.[forrás?]
A Rosd nemzetség a 13. századra már sok, összeköthetetlen szálra bomlott, melyek közül eddigre már több el is aprózódott.
1237-ben a Szentendrei-szigetet is e nemzetség kapta meg. A területet a Thahiak – a Rosd nemzetség leszármazottai – kihalásával, Albert király 1439-ben Perki vagy Pöröki Franknak adományozta.
Kézai Simon krónikája is említi az V. fejezet 2. bekezdésében a nemzetség egyik tagját:
"László király másik harczáról a kúnokkal.(...)Ezen ütközetben tehát a kúnok megölik Olivért, Pata fiát, az Aba nemzetségből, Andrást, Lőrincz testvérét, Miklós gróf fiát, a Vigmán nemzetségből, Lászlót, Pannyit gróf fiát, a Miskolcz nemzetségből, és Demetert, Mihálka fiát, a Rosd nemzetségből."

### A Rosd nemzetség tagjai
Domokos - 1221-ben élt és a feljegyzések szerint, mint királyi pristaldus ekkor Thahban lakott. 
Dénes (1237-1247 - 1237-ben még Tomaj Dénes nádor szolgálatában állt és mint poroszló hajtotta végre annak utasításait a pannonhalmi apátság és szolgálónépei közt folyt perben. Róla a feljegyzések ugyancsak azt írták, hogy a Rosd szigetével szembe eső Tahon lakott, de később Győr- és Komárom megyében is voltak birtokai.
Endre - fiai:I. Demeter és Kis I. Mihály a Rosd nemzetség legkiválóbb tagjai voltak és az ország első főurai közé emelkedtek.
Endre fiai 1264-ben elhagyva Duna-menti birtokaikat V. István ifjabb királyhoz csatlakoztak.
I. Demeter - követve V. István ifjú királyt a feketehalmi várba, magára vállalta az IV. Béla öreg király és V. Istvánhoz való követséget kegyelemnyerés céljából, de utközben Matucsinay Lőrinc elfogta és megkínozta. Nem sokkal ezután felépülve részt vett a Kőszegi Henrik, Ákos Ernye és Matucsinay Lőrinc elleni harcban.
I. Mihály  - nevű testvére pedig ezalatt a Füzéri és Temetvény nevű várakat védelmezte az ostromlók ellen, majd Isaszegen ismét V. István seregéhez csatlakozott.
E tetteikért I. Demeter és I. Mihály Füzér várát és a füzéri uradalmat kapták, és I. Mihály ezen kívül még megkapta Lónya, Szalóka, Bátyú, Bótrágy, Szentmiklós és Szolyva nevű falvakat is. 
A két testvér; I. Demetert és I. Mihályt V. István királytól Borsmonostor kegyuraságát is elnyerte, valamint I. Demeternek érdemeiért adta a Zemplén megyei Szada falu egy részét is, amit I. Demeter  1278-ban hű szolgáinak adott ajándékba. I. Mihályt nyitrai ispánná is tette, aki az ispánságot 1270-től 1273 augusztusáig, majd 1274 októbertől 1276-ig bírta. A borsmonostori kegyuraságot 1273-ban egy időre elvesztették ugyan, de egy év múlva újra visszakapták.
A nemzetség tagjai közül ismertebbek voltak még:
- II. Demeter, aki a kunok elleni csatában esett el 1282-ben.
- I. Herbort fia: Márk , aki 1277-ben a királynő jegyzője volt az Esztergom megyei Csolnok népei között támadt perben, majd 1285-ben ugyancsak e Márk és testvére Miklós átengedték marosi birtokaikat a visegrádi királyi vár számára, ezért IV. László királytól a Szentendre és Tah között fekvő Bagod (Bagud) földjét kapták.
- Elek fia Madocsa is említve volt egy 1320 előtti oklevélben, aki az esztergomi egyház egyik jobbágyát megölte, melyért és még 50 márkáért az esztergomi egyháznak adta csévi birtokát.

## Települések, amelyek birtokosként említik
A Szentendrei-szigeten és környékén
- Nagymaros
- Kisoroszi
- Dunabogdány
- Tahitótfalu
- Pócsmegyer
- Leányfalu

Északkelet-Magyarországon és Kárpátalján:
- Vilyvitány
- Kölcsény
- Szentmiklós
- Lónya
- Füzéri vár
- Szalóka
- Bátyú
- Bótrágy

Felvidéken:
- Temetvény